# Caesiumhyperoxid
Caesiumhyperoxid (veraltet Caesiumsuperoxid) ist eine chemische Verbindung des Caesiums und zählt zu den Hyperoxiden, besitzt also O2− als Anion. Es ist ein orangefarbener Feststoff.

## Gewinnung und Darstellung
Caesiumhyperoxid bildet sich beim Verbrennen von Caesium im Sauerstoffüberschuss.
{\displaystyle {\ce {Cs + O2 -> CsO2}}}

## Eigenschaften
Caesiumhyperoxid kristallisiert wie Kalium- und Rubidiumhyperoxid in der Calciumcarbid-Struktur. Im Gegensatz zu den Oxiden gibt es beim Caesiumhyperoxid direkte Sauerstoff-Sauerstoff-Bindungen.
In Wasser disproportioniert Caesiumhyperoxid zu Sauerstoff, Wasserstoffperoxid und Caesiumhydroxid.
{\displaystyle {\ce {2CsO2 + 2H2O -> O2 ^ + H2O2 + 2CsOH}}}
Die Standardbildungsenthalpie von Caesiumhyperoxid beträgt ΔHf0 = −295 kJ/mol.

## Verwendung
Caesiumhyperoxid ist eine mögliche Ausgangsverbindung für die Gewinnung von Caesiumozonid. Dazu wird das Hyperoxid mit Ozon umgesetzt.
{\displaystyle {\ce {CsO2 + O3 -> CsO3 + O2}}}